# Peter Sinnerud

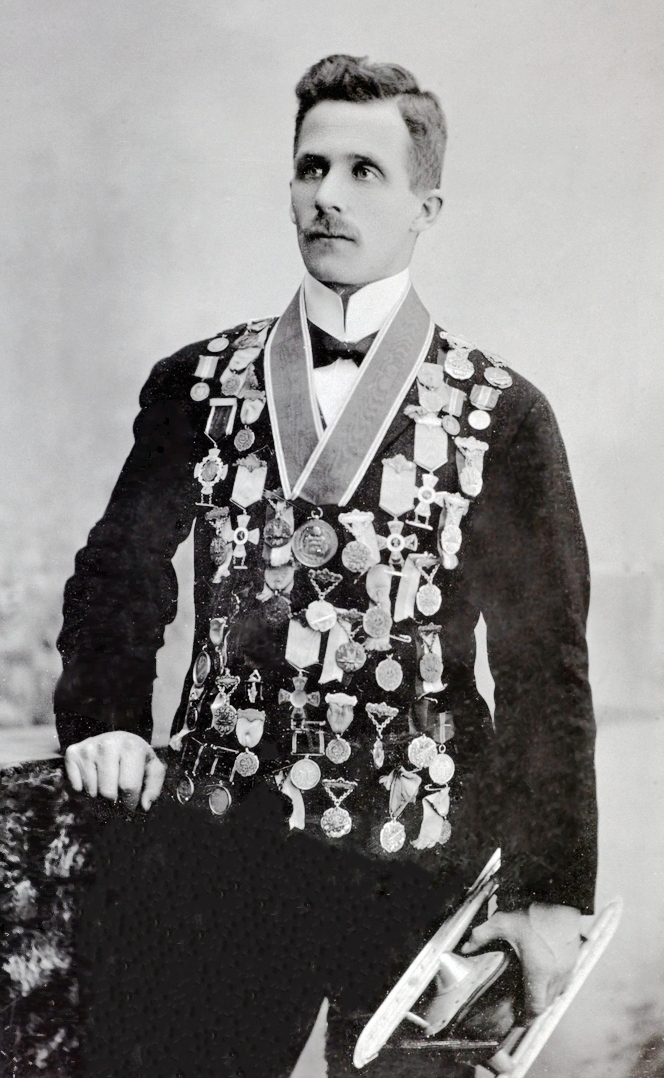

Peter Sinnerud (Hamar, 4 januari 1876 – 22 maart 1972) was een Noors langebaanschaatser.

## Loopbaan
Peter Sinnerud was een van de beste schaatsers van Noorwegen aan het eind van de 19e eeuw. Bij het WK Allround van 1895 op zijn thuisbaan in Hamar werd hij tweede achter Jaap Eden, die zijn tweede wereldkampioenschap veroverde.
Sinnerud emigreerde naar de Verenigde Staten en was daar van 1901 tot 1903 een zeer succesvol amateurschaatser. In februari 1902 deed hij eenmaal mee aan een professionele wedstrijd over een halve mijl (805 meter) waar hij derde werd. Het is onbekend of hij hier geld voor ontving.
In 1904 kwam hij onverwachts terug naar Noorwegen en Sinnerud was net op tijd om deel te nemen aan het WK Allround in Oslo. Sinnerud wist alle afstanden te winnen. De schaatsvereniging van nummer twee, Sigurd Mathisen, had lucht gekregen van het eenmalige optreden van Sinnerud bij een professionele wedstrijd in de Verenigde Staten. Aangezien amateurisme hoog in het vaandel stond bij de Internationale Schaatsunie werd Sinnerud gediskwalificeerd. Doordat Mathisen op alle afstanden tweede was geworden achter Sinnerud werd, na het schrappen van Sinnerud uit de uitslagenlijsten, Mathisen uitgeroepen tot wereldkampioen. Het was de eerste en tot op heden enige keer dat een winnaar gediskwalificeerd werd.
Sinnerud had genoeg van het amateurschaatsen in Europa en vertrok voor drie seizoenen, van 1905 tot 1907, naar de Verenigde Staten om professioneel te schaatsen. Het leverde hem naast vele tweede en derde plaatsen niets op.
Na terugkomst in Noorwegen ging Sinnerud als boer werken even buiten Hamar, hoewel hij het schaatsen niet los kon laten. Zijn ervaringen in Amerika over coaching ging hij in zijn thuisland in praktijk brengen en werd daarmee de eerste Noorse schaatscoach. In de periode tussen de wereldoorlogen was zijn huis opgebouwd in een soort trainingcentrum en herberg voor schaatsers. Hij coachte zowel Noorse als buitenlandse atleten, in het bijzonder Nederlandse schaatsers waaronder Jan Langedijk en Klaas Schenk. In de jaren 30 was hij ook schaatscoach van de Noren Michael Staksrud en Hans Engnestangen.
De kleinzoon van Peter Sinnerud, Sven Peter Sinnerud, prepareert het ijs voor alle kampioenschappen in het Vikingskipet (Hamar) sinds 1994.

## Records

### Persoonlijk records
| Afstand      | Tijd    | Datum            | Baan       |
| ------------ | ------- | ---------------- | ---------- |
| 500 meter    | 46,2    | 6 februari 1904  | Kristiania |
| 1500 meter   | 2.28,8  | 14 februari 1904 | Trondheim  |
| 5000 meter   | 9.07,8  | 2 februari 1895  | Trondheim  |
| 10.000 meter | 18.50,0 | 23 februari 1895 | Hamar      |

### Wereldrecords
| Nr.  | Afstand                  | Tijd    | Datum            | Baan  |
| ---- | ------------------------ | ------- | ---------------- | ----- |
| jr1. | 10.000 meter (junioren)* | 18.50,0 | 23 februari 1895 | Hamar |

* = officieus wereldrecord

## Resultaten
| Jaar | EK Allround | WK Allround |
| ---- | ----------- | ----------- |
| 1894 | NF3         | -           |
| 1895 | -           | (2)         |
| 1896 | -           | -           |
| 1897 | -           | -           |
| 1898 | -           | -           |
| 1899 | -           | -           |
| 1900 | -           | -           |
| 1901 | -           | -           |
| 1902 | -           | -           |
| 1903 | -           | -           |
| 1904 | -           | DQ          |

### Medaillespiegel
| Kampioenschap | Goud | Zilver | Brons |
| ------------- | ---- | ------ | ----- |
| EK Allround   | 0    | 0      | 0     |
| WK Allround   | 0    | (1)    | 0     |